# Robert A. Taft
Robert Alphonso Taft (ur. 8 września 1889 w Cincinnati, zm. 31 lipca 1953 w Nowym Jorku) – amerykański polityk, syn Williama Tafta prezydenta USA. Był przeciw udziałowi USA w II wojnie światowej, potępiał procesy norymberskie i był przeciwny utworzeniu NATO.

## Życiorys
Uczęszczał do szkół publicznych w Cincinnati, a także w Manili. W 1910 ukończył studia na Uniwersytecie Yale, a trzy lata później w Harvard Law School. Wkrótce potem został przyjęty do palestry i otworzył prywatną praktykę prawniczą w Cincinnati. W trakcie I wojny światowej pracował w United States Food Administration, a po jej zakończeniu w Amerykańskiej Administracji Pomocy. W latach 1921–1926 i 1931–32 zasiadał w legislaturze stanowej Ohio. W 1938 został wybrany do Senatu, z ramienia Partii Republikańskiej. Był krytykiem Nowego Ładu i polityki gospodarczej Franklina Roosevelta, uważając ją za socjalistyczną. Wzywał do zrównoważenia budżetu i mniejszej centralizacji władzy w stolicy kraju. Przed atakiem Japonii na Pearl Harbor był izolacjonistą i antyinterwencjonistą. W 1947 opracował, wraz z Fredem Hartleyem, antyzwiązkowy Labor Management Relations Act, znany jako „ustawa Tafta–Hartleya”. W latach 1940, 1948 i 1952 bezskutecznie ubiegał się o nominację prezydencką swojej partii. Po II wojnie światowej sprzeciwiał się utworzeniu NATO, a następnie współpracy Stanów Zjednoczonych z NATO. W izbie wyższej zasiadał do śmierci.
Był synem Williama Tafta, 27. prezydenta USA.